# Ochle (województwo wielkopolskie)
Ochle – wieś w Polsce położona w województwie wielkopolskim, w powiecie kolskim, w gminie Koło.
W latach 1975–1998 miejscowość położona była w województwie konińskim.

## Informacje ogólne
Wieś położona 8 km na zachód od Koła przy drodze lokalnej do Konina i Lichenia. W skład sołectwa wchodzą także osady: Dzierzny, Gęsina i Dębowy Grunt. Przez południową część wsi przepływa rzeka Warta.

## Historia
Jest to bardzo stara osada wzmiankowana po raz pierwszy w 1103 r. Była własnością szlachecką. W dawnych dokumentach występuje pod nazwą Ochel lub Ochło. W 1883 r. odkryto we wsi pokłady węgla brunatnego. Wkrótce rozpoczęto ich eksploatację. Do dziś zachowały się ślady wyrobisk. Przeprowadzone po II wojnie światowej badania geologiczne pozwoliły oszacować zasoby złoża na ok. 1,2 mln ton. W 1943 r. znaleziono tu skarb srebrny z około połowy X wieku o wadze blisko 114 g., ukryty w naczyniu glinianym. Składał on się z monet arabskich i ich części (datowanych na lata 899–937) oraz ozdób. 

## Kościół
Kościół Wniebowstąpienia Pańskiego wybudowano w latach 1981–1984 staraniem ks. Serafina Opałki wg projektu Aleksandra Holasa. W 1984 r. wydzielono ośrodek duszpasterski z fragmentów parafii Podwyższenia Krzyża Świętego w Kole oraz parafii św. Bartłomieja w Osieku Wielkim. Rok później erygowano samodzielną parafię, która administracyjnie należy do dekanatu kolskiego (diecezja włocławska).

## Integralne części wsi
| SIMC    | Nazwa         | Rodzaj    |
| ------- | ------------- | --------- |
| 0287645 | Dębowy Grunt  | część wsi |
| 0287651 | Gęsiny        | część wsi |
| 0287668 | Markowy Grunt | część wsi |

## Demografia
Poniższa demografia jest z 2021
| Opis                                | Ogółem | Ogółem | Kobiety | Kobiety | Mężczyźni | Mężczyźni |
| ----------------------------------- | ------ | ------ | ------- | ------- | --------- | --------- |
| Jednostka                           | osób   | %      | osób    | %       | osób      | %         |
| Populacja                           | 263    | 100    | 113     | 42,97   | 150       | 57,03     |
| Wiek przedprodukcyjny (0–17 lat)    | 57     | 21,67  | 27      | 10,27   | 30        | 11,41     |
| Wiek produkcyjny (18–65 lat)        | 157    | 59,7   | 71      | 27      | 86        | 32,7      |
| Wiek poprodukcyjny (powyżej 65 lat) | 49     | 18,63  | 15      | 5,7     | 34        | 12,93     |